# Okrzeszyn (stacja kolejowa)
Okrzeszyn – nieczynna stacja kolejowa w Okrzeszynie, w województwie dolnośląskim, w Polsce.